# 韋齊孔

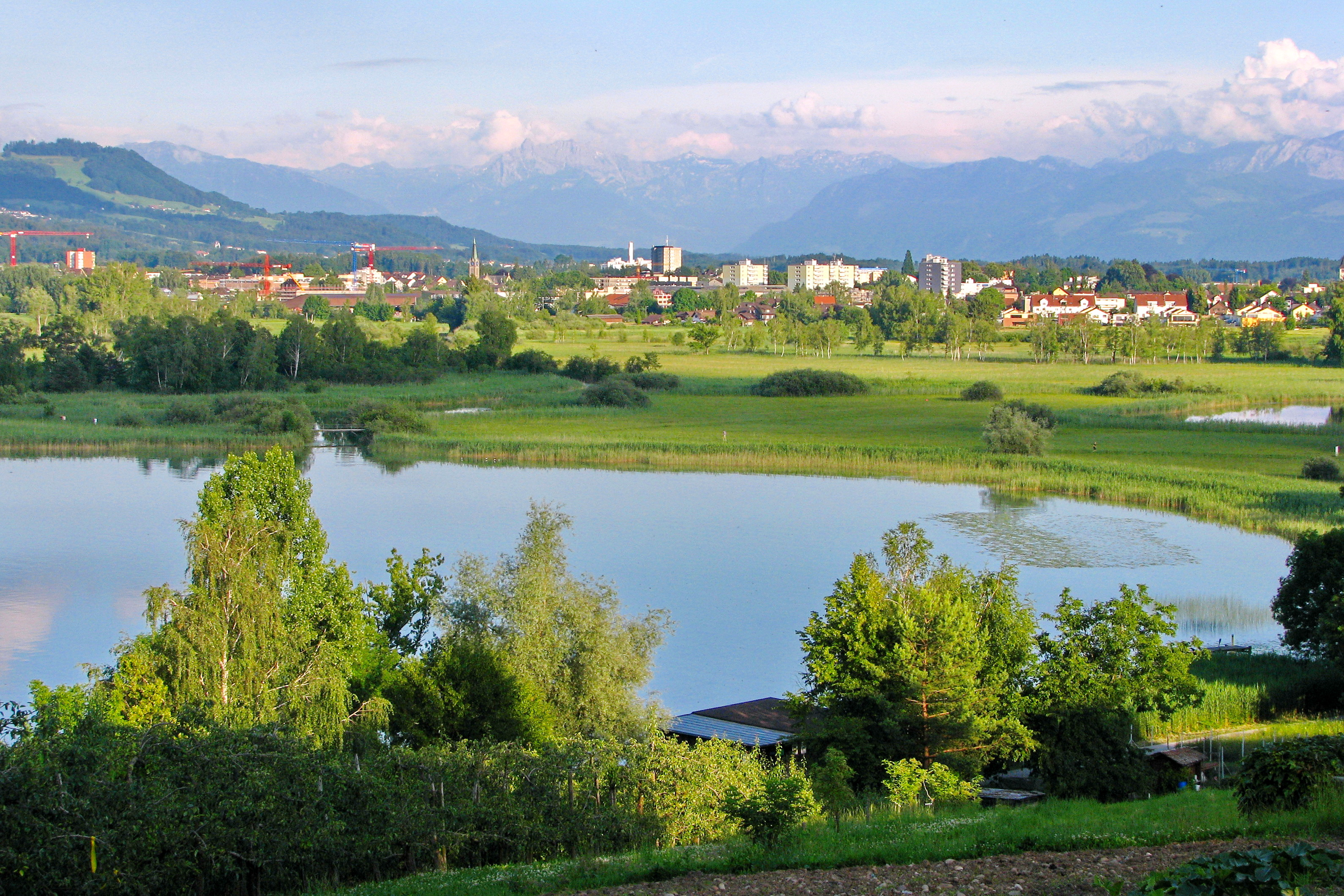
韦齐孔和普费菲孔湖

韋齊孔（德語：Wetzikon）是瑞士联邦苏黎世州欣维尔区的市镇。该市镇面积为16.73平方千米，海拔高度535米，2018年12月31日人口数为24,803。

## 外部連結
- 韦齐孔官方网站 （德文）